# Kanada tartományai és területei területük szerint
Kanadának, a Föld második legnagyobb összterületű országának 10 tartománya és három területe van. (Ha csak a szárazföldi területeket számítjuk, Kanada csak a negyedik legnagyobb a világon, édesvízi területekből azonban egyetlen más országban sincs nagyobb.)

## Teljes terület alapján
Egy tartomány vagy terület teljes területe szárazföldi és édesvízi területeinek összege. A táblázatban a számok egész négyzetkilométerre, illetve négyzetmérföldre kerekítve szerepelnek.
| Helyezés | Név                    | Teljes terület (km²) | Teljes terület (mérföld²) | Kanada teljes területének százaléka | hasonló méretű ország |
| -------- | ---------------------- | -------------------- | ------------------------- | ----------------------------------- | --------------------- |
| 1        | Nunavut                | 2 093 190            | 808 199                   | 21,0%                               | Szaud-Arábia          |
| 2        | Québec                 | 1 542 056            | 595 402                   | 15,4%                               | Mongólia              |
| 3        | Északnyugati terület   | 1 346 106            | 519 744                   | 13,5%                               | Dél-Afrika            |
| 4        | Ontario                | 1 076 395            | 415 606                   | 10,8%                               | Bolívia               |
| 5        | Brit Columbia          | 944 735              | 364 771                   | 9,5%                                | Tanzánia              |
| 6        | Alberta                | 661 848              | 255 545                   | 6,6%                                | Mianmar               |
| 7        | Saskatchewan           | 651 036              | 251 371                   | 6,5%                                | Afganisztán           |
| 8        | Manitoba               | 647 797              | 250 120                   | 6,5%                                | Franciaország         |
| 9        | Yukon                  | 482 443              | 186 276                   | 4,8%                                | Türkmenisztán         |
| 10       | Újfundland és Labrador | 405,212              | 156,456                   | 4,1%                                | Paraguay              |
| 11       | Új-Brunswick           | 72 908               | 28 150                    | 0,7%                                | Sierra Leone          |
| 12       | Új-Skócia              | 55 284               | 21 346                    | 0,6%                                | Horvátország          |
| 13       | Prince Edward-sziget   | 5,660                | 2,185                     | 0,1%                                | Brunei                |
| Teljes   | Kanada                 | 9 984 670            | 3 855 171                 | 100,0%                              | Egyesült Államok      |

### Szárazföldi terület
| Helyezés | Név és zászló          | Szárazföldi terület (km²) | Szárazföldi terület (mérföld²) | A teljes szárazföldi terület százaléka |
| -------- | ---------------------- | ------------------------- | ------------------------------ | -------------------------------------- |
| 1        | Nunavut                | 1 936 113                 | 747 551                        | 21,3%                                  |
| 2        | Québec                 | 1 365 128                 | 527 088                        | 15,0%                                  |
| 3        | Északnyugati terület   | 1 183 085                 | 456 800                        | 13,0%                                  |
| 4        | Brit Columbia          | 925 186                   | 357 216                        | 10,4%                                  |
| 5        | Ontario                | 917 741                   | 354 348                        | 10,1%                                  |
| 6        | Alberta                | 642 317                   | 275 000                        | 7,1%                                   |
| 7        | Saskatchewan           | 591 670                   | 228 449                        | 6,5%                                   |
| 8        | Manitoba               | 553 556                   | 213 733                        | 6,1%                                   |
| 9        | Yukon                  | 474 391                   | 183 167                        | 5,2%                                   |
| 10       | Újfundland és Labrador | 373 872                   | 144 355                        | 4,1%                                   |
| 11       | Új-Brunswick           | 71 450                    | 27 587                         | 0,8%                                   |
| 12       | Új-Skócia              | 53 338                    | 20 594                         | 0,6%                                   |
| 13       | Prince Edward-sziget   | 5 660                     | 2 185                          | 0,1%                                   |
| Total    | Kanada                 | 9 093 507                 | 3 511 085                      | 100,0%                                 |

### Édesvízi terület
Az édesvízi terület a tavakat, folyókat és víztárolókat foglalja magába, de nem tartoznak hozzá Kanada atlanti-óceáni, csendes-óceáni és sarki felségvizei. Kanadának nincsenek jelentős sósvízű tavai.
| Helyezés | Név                    | Édesvízi terület (km²) | Édesvízi terület (mérföld²) | A teljes kanadai terület százaléka | A teljes kanadai édesvízi terület százaléka |
| -------- | ---------------------- | ---------------------- | --------------------------- | ---------------------------------- | ------------------------------------------- |
| 1        | Québec                 | 176 928                | 68 313                      | 11,5%                              | 19,9%                                       |
| 2        | Északnyugati terület   | 163 021                | 62 944                      | 12,1%                              | 18,3%                                       |
| 3        | Ontario                | 158 654                | 61 258                      | 14,7%                              | 17,8%                                       |
| 4        | Nunavut                | 157 077                | 60 649                      | 7,5%                               | 17,6%                                       |
| 5        | Manitoba               | 94,241                 | 36,387                      | 14,5%                              | 10,6%                                       |
| 6        | Saskatchewan           | 59 366                 | 22 922                      | 9,1%                               | 6,7%                                        |
| 7        | Újfundland és Labrador | 31 340                 | 12 101                      | 7,7%                               | 3,5%                                        |
| 8        | Brit Columbia          | 19 549                 | 7 548                       | 2,1%                               | 2,2%                                        |
| 9        | Alberta                | 19 531                 | 7 541                       | 3,0%                               | 2,2%                                        |
| 10       | Yukon                  | 8052                   | 3109                        | 1,7%                               | 0,9%                                        |
| 11       | Új-Skócia              | 1946                   | 751                         | 3,5%                               | 0,2%                                        |
| 12       | Új-Brunswick           | 1458                   | 563                         | 2,0%                               | 0,2%                                        |
| 13       | Prince Edward Island   | 0                      | 0                           | 0,0%                               | 0,0%                                        |
| Teljes   | Kanada                 | 891 163                | 344 086                     | 8,9%                               | 100,0%                                      |